# Sariñena
Sariñena (en aragonés: Sarinyena) es una localidad española de la provincia de Huesca, en Aragón. Es la capital de la comarca de Los Monegros, siendo su término municipal uno de los más extensos de la provincia, albergando otras localidades como: La Cartuja de Monegros, Lastanosa, Pallaruelo de Monegros, La Masadera y San Juan del Flumen, haciendo un total de 5015 habitantes.

## Toponimia
El topónimo aparece por primera vez atestiguado en documentos medievales cristianos, a partir de finales del siglo XI (tras ser reconquistada la población), y de múltiples maneras, que dan fe de poca consolidación: Saragena, Saragnena, Saraiena, Sarannena, Saranyana, Saranyena.. En el Nomenclátor Geográfico de Aragón, el topónimo Sariñena es explicado del mismo modo que el de Cariñena, como un antropo-topónimo *Sariniana que procedería del nombre propio Sarinius. Hay multitud de ejemplos como este por toda la península.
Se ha intentado explicar también el topónimo a través de una voz iberovasca tza-ara-agan-en-na (Saragnena) que significaría «la que tiene más cantidad de tierras de cultivo de panizo». Antiguamente, la palabra panizo aludía al mijo y el Alcanadre ha sido conocido con el nombre de Matapanizos. Pero esta explicación no tiene consistencia filológica, y además la hipótesis vascoibérica hace mucho tiempo que fue abandonada en medios académicos.

## Geografía
Sariñena se encuentra situada a 406 m s. n. m., al norte de la sierra de Alcubierre y enclavada en una zona de transición entre la parte central del valle del Ebro y las últimas estribaciones del somontano oscense. Está ubicada entre las cuencas de los ríos Alcanadre y Flumen, que se unen a escasos km al sur del pueblo.
El municipio asciende desde la vega del río Alcanadre al este, hasta una meseta («saso») que separa las cuencas de los dos ríos antes citados, llenando la laguna de Sariñena una depresión de dicha meseta que limita el pueblo por el oeste. Entre el Alcanadre y el alto del saso el pueblo se organiza en tres niveles: río, saso y un nivel medio, que corre de norte a sur adaptado a la orografía del terreno.
El paisaje de Sariñena presenta un notable contraste entre las zonas ribereñas del Alcanadre —terreno de huertas con más de un milenio de antigüedad y constituido por cientos de pequeñas parcelas dedicadas tradicionalmente al cultivo de hortalizas y frutales—, y los sasos que se extienden a ambos lados de la vega del río —hasta hace unos años zonas de secano y en la actualidad convertidas, gracias a los planes de regadíos del Canal de Monegros y el Canal del Cinca, en zonas de cultivo de cereales y forrajes.
| Noroeste: Capdesaso y Lalueza           | Norte: Huerto             | Noreste: Peralta de Alcofea |
| Oeste: Lanaja                           |                           | Este: Sena                  |
| Suroeste: Lanaja y Castejón de Monegros | Sur: Castejón de Monegros | Sureste: Albalatillo        |

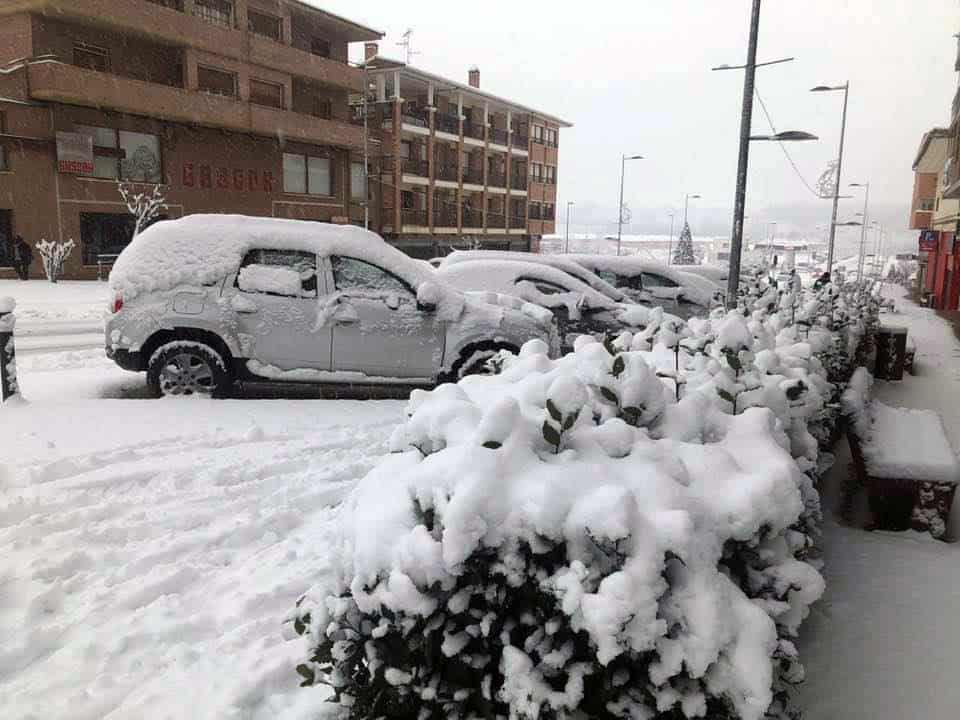
Avenida de la localidad en una nevada

La temperatura media anual del municipio es de 15,5 °C, siendo su precipitación anual de 322 mm, ocasionalmente en invierno en forma de nieve. También en invierno son comunes las denominadas boiras (nieblas bajas en aragonés) en la zona de Monegros, alcanzando temperaturas de hasta −4 °C o −7 °C en algunos casos al punto de la mañana con facilidad debido a la ausencia de viento y a la alta humedad. Los veranos son cálidos y secos con tormentas frecuentes y clima cambiante susceptible por la influencia mediterránea.
| Parámetros climáticos promedio de Observatorio de la sierra de Alcubierre (término de Sariñena) (263 m s. n. m.) (periodo de referencia: 1981-2022, extremas: 1951-2022) | Parámetros climáticos promedio de Observatorio de la sierra de Alcubierre (término de Sariñena) (263 m s. n. m.) (periodo de referencia: 1981-2022, extremas: 1951-2022) | Parámetros climáticos promedio de Observatorio de la sierra de Alcubierre (término de Sariñena) (263 m s. n. m.) (periodo de referencia: 1981-2022, extremas: 1951-2022) | Parámetros climáticos promedio de Observatorio de la sierra de Alcubierre (término de Sariñena) (263 m s. n. m.) (periodo de referencia: 1981-2022, extremas: 1951-2022) | Parámetros climáticos promedio de Observatorio de la sierra de Alcubierre (término de Sariñena) (263 m s. n. m.) (periodo de referencia: 1981-2022, extremas: 1951-2022) | Parámetros climáticos promedio de Observatorio de la sierra de Alcubierre (término de Sariñena) (263 m s. n. m.) (periodo de referencia: 1981-2022, extremas: 1951-2022) | Parámetros climáticos promedio de Observatorio de la sierra de Alcubierre (término de Sariñena) (263 m s. n. m.) (periodo de referencia: 1981-2022, extremas: 1951-2022) | Parámetros climáticos promedio de Observatorio de la sierra de Alcubierre (término de Sariñena) (263 m s. n. m.) (periodo de referencia: 1981-2022, extremas: 1951-2022) | Parámetros climáticos promedio de Observatorio de la sierra de Alcubierre (término de Sariñena) (263 m s. n. m.) (periodo de referencia: 1981-2022, extremas: 1951-2022) | Parámetros climáticos promedio de Observatorio de la sierra de Alcubierre (término de Sariñena) (263 m s. n. m.) (periodo de referencia: 1981-2022, extremas: 1951-2022) | Parámetros climáticos promedio de Observatorio de la sierra de Alcubierre (término de Sariñena) (263 m s. n. m.) (periodo de referencia: 1981-2022, extremas: 1951-2022) | Parámetros climáticos promedio de Observatorio de la sierra de Alcubierre (término de Sariñena) (263 m s. n. m.) (periodo de referencia: 1981-2022, extremas: 1951-2022) | Parámetros climáticos promedio de Observatorio de la sierra de Alcubierre (término de Sariñena) (263 m s. n. m.) (periodo de referencia: 1981-2022, extremas: 1951-2022) | Parámetros climáticos promedio de Observatorio de la sierra de Alcubierre (término de Sariñena) (263 m s. n. m.) (periodo de referencia: 1981-2022, extremas: 1951-2022) |
| Mes | Ene. | Feb. | Mar. | Abr. | May. | Jun. | Jul. | Ago. | Sep. | Oct. | Nov. | Dic. | Anual |
| --- | --- | --- | --- | --- | --- | --- | --- | --- | --- | --- | --- | --- | --- |
| Temp. máx. media (°C) | 7.5 | 8.1 | 13.3 | 19.6 | 24.1 | 29.3 | 32.4 | 31.7 | 27.1 | 21.4 | 14.8 | 10.8 | 20 |
| Temp. media (°C) | 3.6 | 4.2 | 11.6 | 13.8 | 18.0 | 22.6 | 25.3 | 25.0 | 21.2 | 16.2 | 10.6 | 7.0 | 15.5 |
| Temp. mín. media (°C) | -2.7 | -3.3 | 5.8 | 7.9 | 11.8 | 15.8 | 18.3 | 18.3 | 15.2 | 11.0 | 6.3 | 3.2 | 10.0 |
| Precipitación total (mm) | 21.0 | 21.5 | 19.1 | 39.3 | 43.7 | 26.4 | 17.3 | 16.6 | 29.5 | 36.4 | 29.8 | 21.4 | 322.0 |
| Días de nevadas (≥ ) | 2.7 | 1.4 | 0.2 | 0.0 | 0.0 | 0.0 | 0.0 | 0.0 | 0.0 | 0.0 | 0.1 | 0.8 | 5.2 |
| Fuente: Agencia Estatal de Meteorología | | | | | | | | | | | | | |

## Historia

### Prehistoria
Sariñena alberga distintos yacimientos arqueológicos que denotan un importante poblamiento desde la prehistoria. Hay constatados yacimientos en los parajes del campo de tiro de Sariñena y la ermita de Santiago, y que junto al yacimiento de Pedro el viejo de Cajal, corresponden a la Edad del Bronce (2250 - 1900 a. C.). Los de Tozal Redondo de la Codera y el de Monte alto en Sariñena se atribuyen a la edad del Bronce Medio, mientras que la cronología del poblado El Carcelario corresponde al final del Bronce.
Más moderno es el yacimiento de Mataliebres, correspondiente a la cultura de Hallstatt, periodo de transición de la Edad del Bronce a la Edad del Hierro. Por último, el sitio arqueológico de Tozal del Moro corresponde e un poblado indígena prerromano.

### Edad Media y Moderna
Sariñena fue reconquistada a los musulmanes por las tropas de Pedro I en 1100 y poco después quedó convertida en tenencia, siendo entregada a Fortún Sánchez (1101 - 1105). En esta población redactó Alfonso I su segundo testamento poco antes de morir. Perdida tras su muerte, fue recuperada por Ramón Berenguer IV.
Su carta de población, otorgada en octubre de 1170 por Alfonso II, concedía a sus pobadores los términos de Sariñena, los fueros de Zaragoza, y permiso para practicar acequias en los ríos Alcanadre e Isuela. En 1372, Pedro IV incorporó esta villa y sus aldeas a la Corona de Aragón y en 1381 le fue concedido el privilegio de celebrar ferias y mercados. La reina María, en 1422, autorizó a los sariñenenses la construcción de un puente sobre el Alcanadre, permitiéndoles el cobro por el uso del mismo.

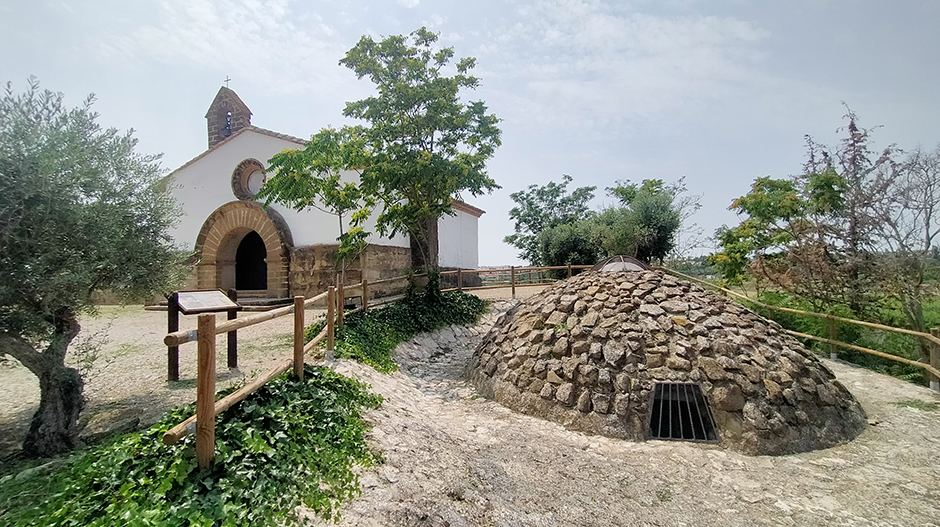
Ermita y nevero de Sariñena (Bienes de Interés Cultural)

La Cartuja de Nuestra Señora de las Fuentes, fue fundada en 1507 por los condes de Sástago y señores de Pina, Beatriz de Luna y Blasco de Alagón. Sin embargo, la escasa fertilidad de las tierras, el clima hostil de la zona y un brote de peste que provocó la muerte de varios monjes, fue determinante para que abandonasen el establecimiento, trasladándose a la Cartuja del Aula Dei de Zaragoza en 1563, quedando ésta en desuso, y siendo desde entonces abandonada en multitud de ocasiones y habiendo recibido diversos usos.

### Edad Contemporánea
El historiador Pascual Madoz refiere que, en 1845, Sariñena «tiene sobre 300 casas, algunas de dos pisos, y la mayor parte de uno solo, formando varias calles poco cómodas y 4 plazas bastante bien empedradas... y hay 1 laguna de 1 legua de circunferencia, cuyas aguas perjudican algo á la salubridad pública». También señala que era una localidad esencialmente agrícola y que lo que más producía era trigo, que se exportaba a Cataluña.

#### Guerra Civil
Durante la guerra civil española, el antiguo aeródromo de Sariñena fue el principal aeródromo militar del bando republicano para el Frente de Aragón, viviendo su época de máximo esplendor durante el verano-otoño de 1936, momento en que su participación fue decisiva en acciones como el bombardeo de Huesca, Tardienta o Zaragoza. Como consecuencia de todo ello, la aviación franquista estuvo realizando incursiones durante toda la guerra, unas veces en misiones de reconocimiento y otras de ataque. Ocupado por el ejército de Franco en marzo de 1938, se sabe que durante un tiempo estuvo en él la Legión Cóndor y posteriormente la Aviazione Legionaria Italiana.

#### Actualidad
En la actualidad, Sariñena se consolida como un centro de servicios a nivel comarcal y provincial, con importantes exportaciones tanto ganaderas como de agricultura. También se ha venido consolidando en materia de turismo gracias a la promoción de Los Monegros como paisaje desértico, La Laguna de Sariñena, La Cartuja de Las Fuentes y diversos eventos que se realizan de estos tales como pruebas deportivas de gran calibre, conciertos o festivales entre otros.

## Demografía
Sariñena cuenta con una población de 4238 habitantes (INE 2024).
| Gráfica de evolución demográfica de Sariñena entre 1842 y 2024 |
| |
| Población de derecho según los censos de población del INE Población de hecho según los censos de población del INEEntre el censo de 1981 y el anterior, crece el término del municipio porque incorpora a 22145 (Lastanosa), a 22169 (Pallaruelo de Monegros) y parte de 22231 (El Tormillo) |

En el fogaje de 1495 —censo del Reino de Aragón ordenado por el rey Fernando el Católico—, Sariñena figura con 158 hogares, lo que equivale a una población aproximada de 650 habitantes. Ya en el siglo XIX, el censo de España de 1857 registra 3020 habitantes para la localidad.

## Transporte

#### Carreteras
Por Sariñena pasan o se inician las siguientes carreteras:
| Nombre                   | Lugar de entrada | Lugares a los que va                         |
| ------------------------ | --- | -------------------------------------------- |
| A-129                    | Atraviesa la villa desde Zaragoza, por el noroeste, para salir al este de la misma, por un lugar común a la A-131 con destino Monzón.     | Este: Monzón Oeste: Zaragoza                 |
| A-131                    | Atraviesa La villa desde el norte de la misma; dando origen en esta a la avenida de Huesca y a la avenida de Fraga                        | Norte: Huesca Este: Fraga                    |
| A-230                    | Nace en la avenida Monegros, en la propia localidad, y se dirige al sur hasta Bujaraloz y Caspe, conectando con la AP-2 y la N-II         | Sur: Caspe                                   |
| A-1210                   | Nace en Gurrea de Gállego, y termina en la villa de Sariñena, desembocando en la A-129                                                    | Noroeste: Tardienta                          |
| A-1221                   | Está carretera no entra en la localidad, pero pasa al sur de la misma por las pedanías de Pallaruelo de Monegros y La Cartuja de Monegros | Noroeste: Lanaja Sur: Pallaruelo de Monegros |
| Carretera de Albalatillo | Desde el sur de la localidad hasta Albalatillo                                                                                            | Sur: Albalatillo                             |
| Carretera de Capdesaso   | Norte de la localidad hasta Capdesaso | Norte: Capdesaso                             |

La localidad está pendiente de la redacción de un proyecto para la creación de una variante oeste-sur para evitar el tráfico rodado de camiones pesados por la travesía urbana.

#### Ferrocarril
Cuenta con una estación de tren en el barrio de la Estación (Estación de Sariñena) con una frecuencia de seis trenes de pasajeros al día de media (3 dirección Lérida y 3 dirección Zaragoza).

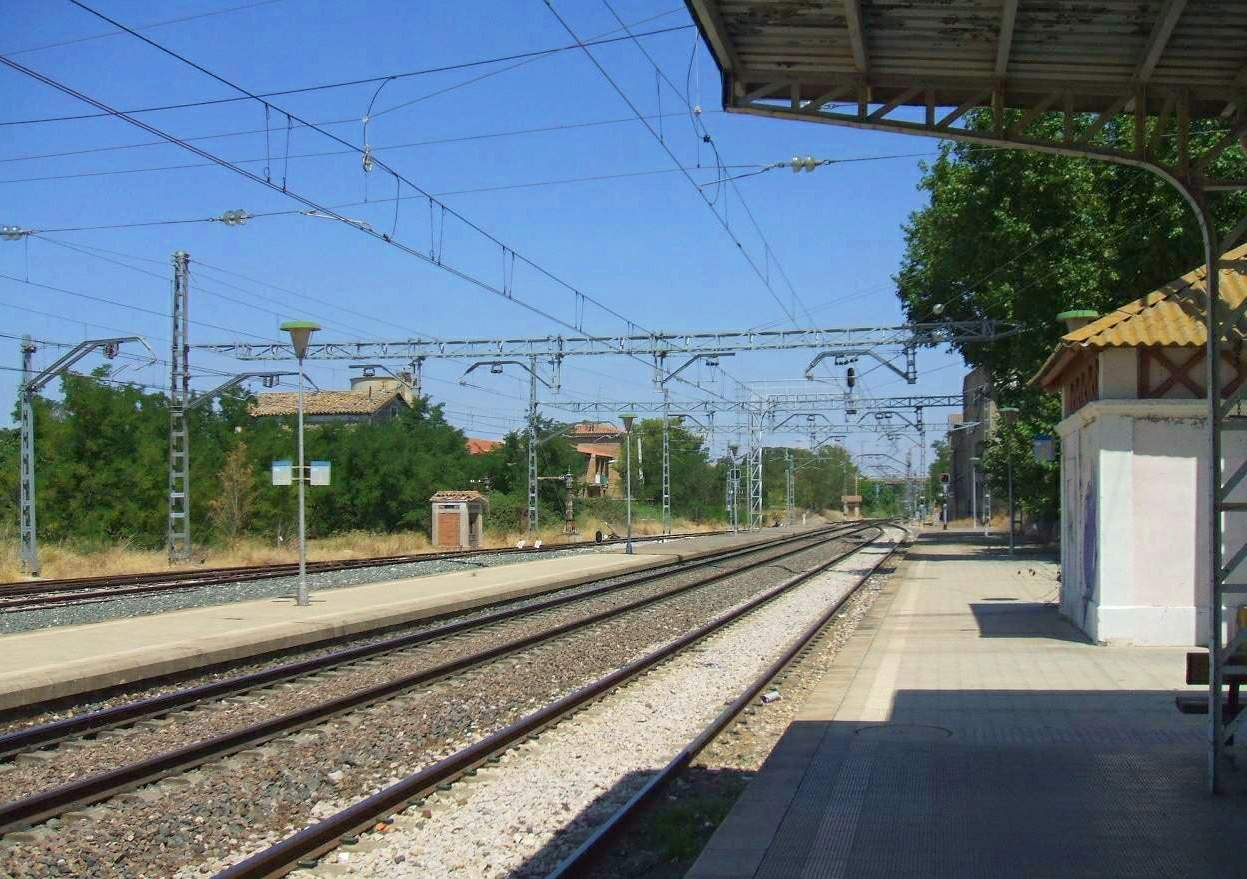
Estación de Sariñena, vías 1, 3 y 5 (2008)

| Operador       | Línea MD | Trenes          | Origen                               | Destino   |
| -------------- | -------- | --------------- | ------------------------------------ | --------- |
| RenfeOperadora | 38       | Regional Exprés | Zaragoza-Delicias (Madrid-Chamartín) | Lérida    |
| RenfeOperadora | 38       | Regional        | Zaragoza-Delicias (Madrid-Chamartín) | Lérida    |
| RenfeOperadora | 38B      | Regional        | Zaragoza-Delicias                    | 'Binéfar' |

#### Autobús
La localidad cuenta con dos paradas principales de autobús. Una predispuesta en la avenida de Huesca (frente al paseo comercial del Mirador) y otra en la avenida de Fraga (frente al matadero).
Actualmente hay dos líneas activas y una inactiva. Las dos activas conectan la localidad con Zaragoza y la otra con Huesca y Fraga y son ofertadas por el Gobierno de Aragón. La otra línea existente e inactiva es operada por el ayuntamiento de Sariñena, que conecta con las pedanías y barrios distales. Actualmente se encuentra fuera de servicio por falta de presupuesto.
| Línea | Recorrido                                               | Frecuencia media     | Observaciones                                                                                         |
| ----- | ------------------------------------------------------- | -------------------- | --- |
| L1    | SARIÑENA - PALLARUELO - SAN JUAN DEL FLUMEN- LA CARTUJA |                      | Urbano. Fuera de servicio por falta de presupuesto.                                                   |
| 068   | ZARAGOZA - SARIÑENA                                     | 2 al día por sentido | Interurbano. Operado por Therpasa.                                                                    |
| 294   | HUESCA - SARIÑENA - FRAGA                               | 2 al día por sentido | Interurbano. Operado por Hife. Con parada también en la avenida de Huesca y el barrio de la Estación. |

A partir de finales del 2024, cuando entre en funcionamiento el nuevo mapa concesional de líneas de autobús interurbano del Gobierno de Aragón, la localidad pasará a tener comunicación mediante las siguientes líneas del área C04:
| Línea | Recorrido                         | Variantes                                         |
| ----- | --------------------------------- | ------------------------------------------------- |
| 04-01 | HUESCA - SARIÑENA - FRAGA         | 0402 por Bellestar del Flumen                     |
| 04-03 | SARIÑENA - ZARAGOZA               | 0404 por La Cartuja de Monegros 0405 por Orillena |
| 04-06 | SARIÑENA - FRAGA                  |                                                   |
| 04-07 | SARIÑENA - HUESCA                 | 0420 por Grañén                                   |
| 04-51 | SARIÑENA - SAN LORENZO DEL FLUMEN |                                                   |
| 04-52 | SARIÑENA - LASTANOSA              |                                                   |
| 04-53 | SARIÑENA - PALLARUELO             |                                                   |

Este nuevo sistema de transporte mantiene algunas líneas ya existentes, renumerándolos con un nuevo código y numeración, así como la creación de otras nuevas que estarán disponibles bajo demanda, para dar cobertura a los pueblos más pequeños del entorno. Todos los autobuses cumplirán la Normativa europea sobre emisiones, siendo del nivel Euro VI.

## Economía
La economía de Sariñena es de base principalmente agraria, dado que se encuentra dentro de una de las principales zonas de agricultura de regadío de España. Cuenta con varias industrias agroalimentarias, enfocadas a la producción de piensos y forrajes. El sector secundario es limitado, aunque en lenta expansión, situándose en la localidad una fábrica de reciclado de plásticos y una de producción de envases plásticos. Sariñena es un centro de servicios a nivel comarcal.

## Administración y política
| Período    | Alcalde                   | Partido |  |
| 1979-1983  | Antonio Torres Asín       | UCD     |  |
| 1983-1987  | José Antonio Martínez Val | PCE-IU  |  |
| 1987-1991  | José Antonio Martínez Val | PCE-IU  |  |
| 1991-1995  | Ángel Mirallas Marías     | PSOE    |  |
| 1995-1999  | Ángel Mirallas Marías     | PSOE    |  |
| 1999-2003  | Antonio Torres Millera    | PP      |  |
| 2003-2007  | Antonio Torres Millera    | PP      |  |
| 2007-2011  | Lorena Canales Miralles   | PSOE    |  |
| 2011-2015  | Francisco Villellas Laín  | PAR     |  |
| 2015-2019  | Francisco Villellas Laín  | PAR     |  |
| 2019-2023  | Juan Escalzo Millera      | PSOE    |  |
| 2023-2024  | Juan Escalzo Millera      | PSOE    |  |
| 2024-2027* | Francisco Villellas Laín  | PAR     |  |

| Partido político    | Partido político                                   | 2003   | 2007   | 2011   | 2015   | 2019   | 2023   |
| Partido político    | Partido político                                   | Ediles | Ediles | Ediles | Ediles | Ediles | Ediles |
|                     | Partido de los Socialistas de Aragón (PSOE-Aragón) | 2      | 4      | 5      | 4      | 4      | 5      |
|                     | Partido Aragonés (PAR)                             | 1      | 2      | 3      | 5      | 5      | 3      |
|                     | Partido Popular de Aragón (PP)                     | 4      | 4      | 3      | 2      | 1      | 2      |
|                     | Chunta Aragonesista (CHA)                          | 1      | 0      | 0      | 0      | 1      | 1      |
|                     | Vox                                                | —      | —      | —      | —      | —      | 0      |
|                     | Independientes                                     | 3      | 1      | —      | —      | —      | —      |
|                     | Izquierda Unida (IU)-Los Verdes (LV)               | 0      | —      | —      | —      | —      | —      |
| Total de concejales | Total de concejales                                | 11     | 11     | 11     | 11     | 11     | 11     |

*: Por una moción de censura presentada el 11 de abril de 2024, Juan Escalzo deja de ser alcalde de la localidad para postularse como regidor Francisco Villelas Laín, quien ya asumió el mando del consistorio entre 2011 y 2019. Ésta moción se llevó a cabo gracias a los votos del resto de grupos municipales: Partido Aragonés, Partido Popular y Chunta Aragonesista.

## Cultura

### Patrimonio

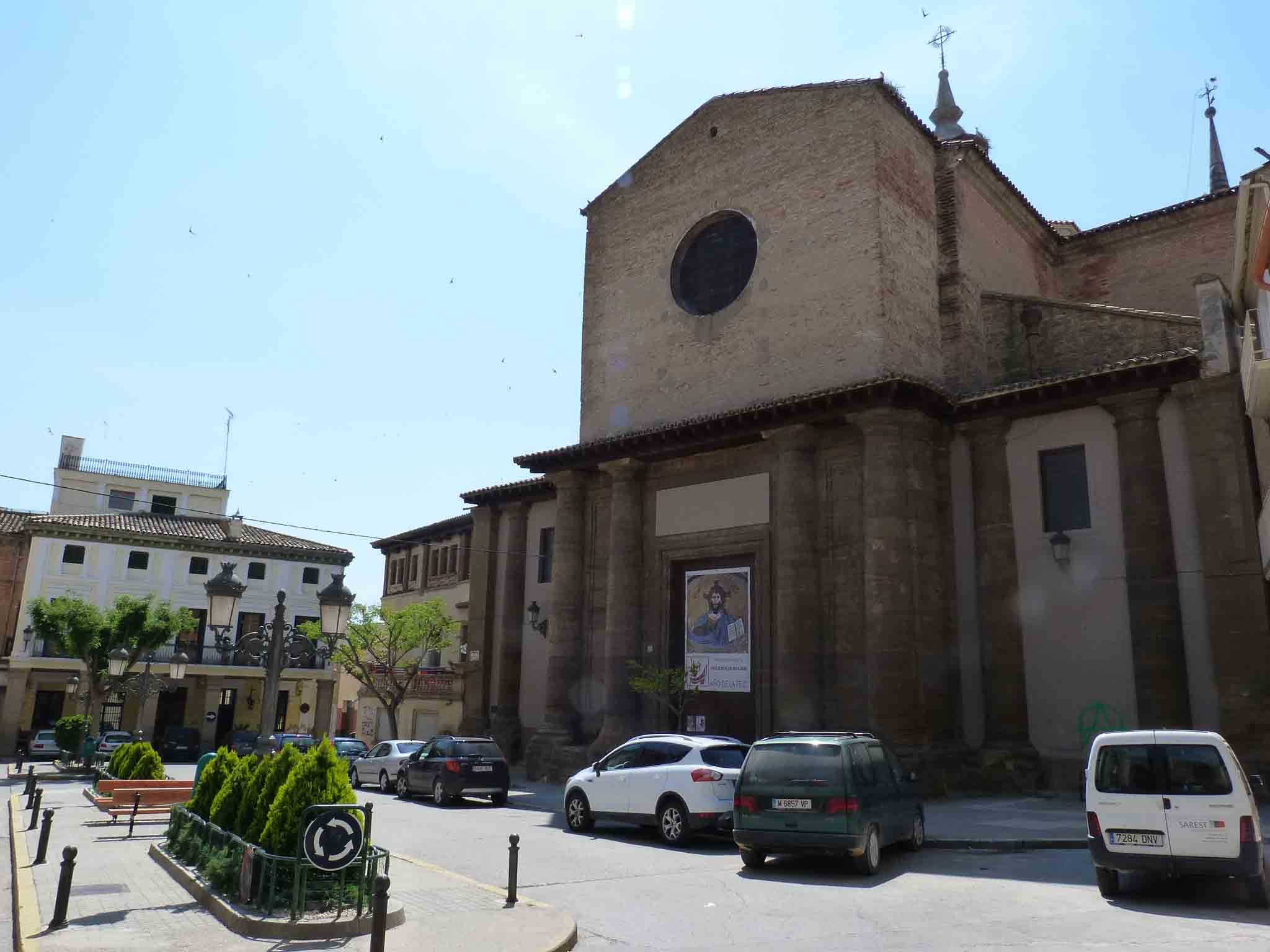
Iglesia de San Salvador. Hasta 1936 conservaba un retablo mayor del, proveniente de la antigua parroquia

#### Patrimonio religioso
La Iglesia parroquial de San Salvador es un templo barroco tardío. Se edificó sobre una iglesia anterior del siglo XIII que a su vez se había construido aprovechando una mezquita con su minarete. Las obras comenzaron en 1796, quedando paralizadas en 1808 y no volviéndose a reanudar hasta diez años más tarde. El nuevo templo tiene planta de cruz latina con cabecera recta. Al exterÎor, la fábrica es de sillar de piedra arenisca en la parte baja, mampuesto en los muros y ladrillo en las pilastras, en las esquinas y en los marcos de las ventanas. La torre, en el lado norte, es cuadrada de un único cuerpo, con vanos de medio punto para las campanas.
Un conjunto de notable interés es la Cartuja de Nuestra Señora de las Fuentes o Cartuja de Los Monegros. Fue el primer monasterio cartujano fundado en el Reino de Aragón, lo que tuvo lugar en 1507. Durante el siglo XVIII, ante las deficiencias que presentaban las instalaciones, se levantó un monasterio de nueva planta siguiendo los modelos de las cartujas zaragozanas de Aula Dei y la Inmaculada Concepción. La construcción se caracteriza por su sencillez, falta de ornamentación y pureza de volúmenes exteriores, siendo la iglesia el edificio más significativo; el templo está decorado con pinturas murales de fray Manuel Bayeu, cuñado de Goya.
La ermita de Santiago, enclavada en un promontorio sobre el río Alcanadre, es una iglesia románica tardía del siglo XIII que parece aprovechar elementos de otra más antigua. Según la tradición fue fundada por san Eufrasio, discípulo del apóstol. Es un templo de sillería encalada, de planta rectangular, con nave de cuatro tramos.
A pocos metros aguas abajo se encuentran los restos de un antiguo puente medieval por el que pasaba uno de los ramales del Camino de Santiago. 

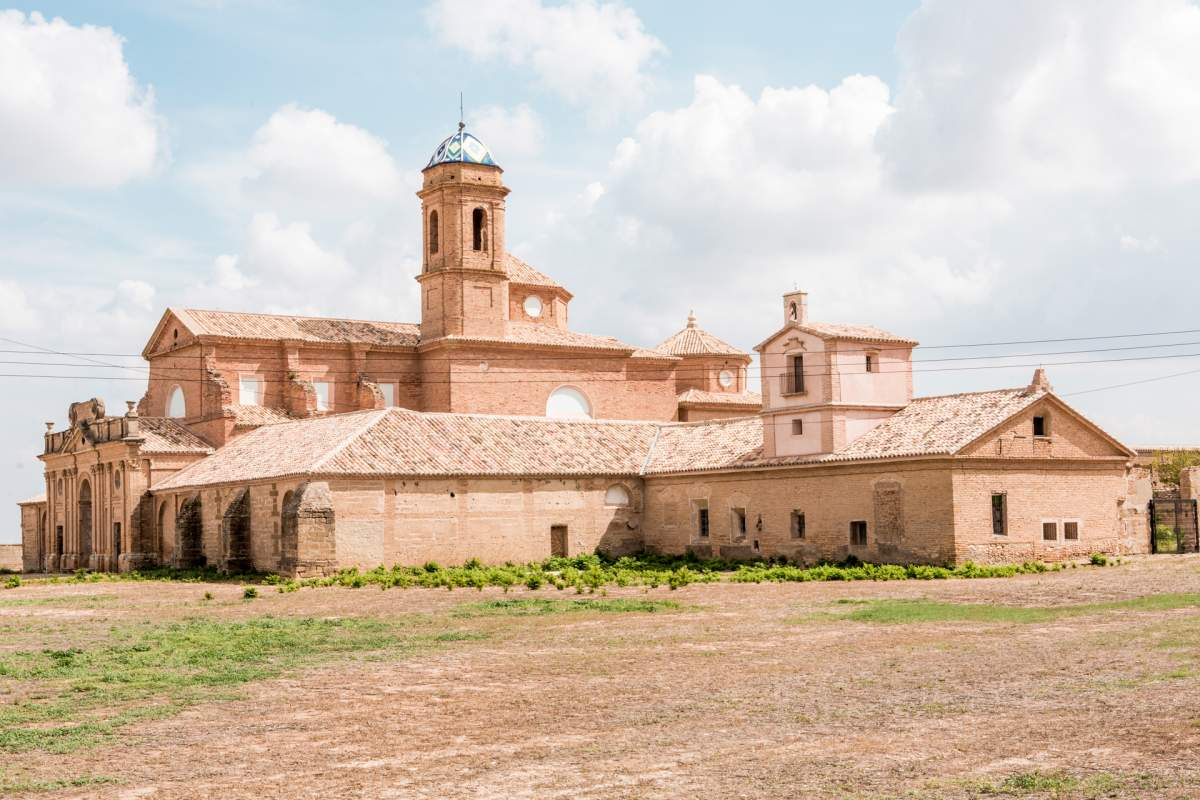
Cartuja de Nuestra Señora de las Fuentes o de Los Monegros

#### Patrimonio civil
La Casa La Miguela es un prototipo de la arquitectura civil aragonesa, con muros de piedra arenisca en su parte baja y ladrillo en su parte alzada.
Su interior alberga el Museo de la Laguna y está dividido en tres áreas bien diferenciadas: la Sala Etnológica en la planta baja —cuyo objetivo es difundir la cultura popular de Sariñena, con una muestra de utensilios, enseres domésticos y mobiliario antiguo—, la Sala de la Laguna en la primera planta, y la sala de exposiciones temporales en la planta superior.
Junto a la iglesia parroquial se emplaza el viejo casino, uno de los edificios con más raigambre de todo el pueblo, así como la Casa Penén-Paraled, construida en el siglo XVIII. La Fuente de Villanueva, ubicada junto a la antigua muralla, es una de las construcciones más antiguas del municipio de Sariñena, ya que data del siglo XVII. Responde al arquetipo de fuente de dos caños bajo arco y abrevadero.

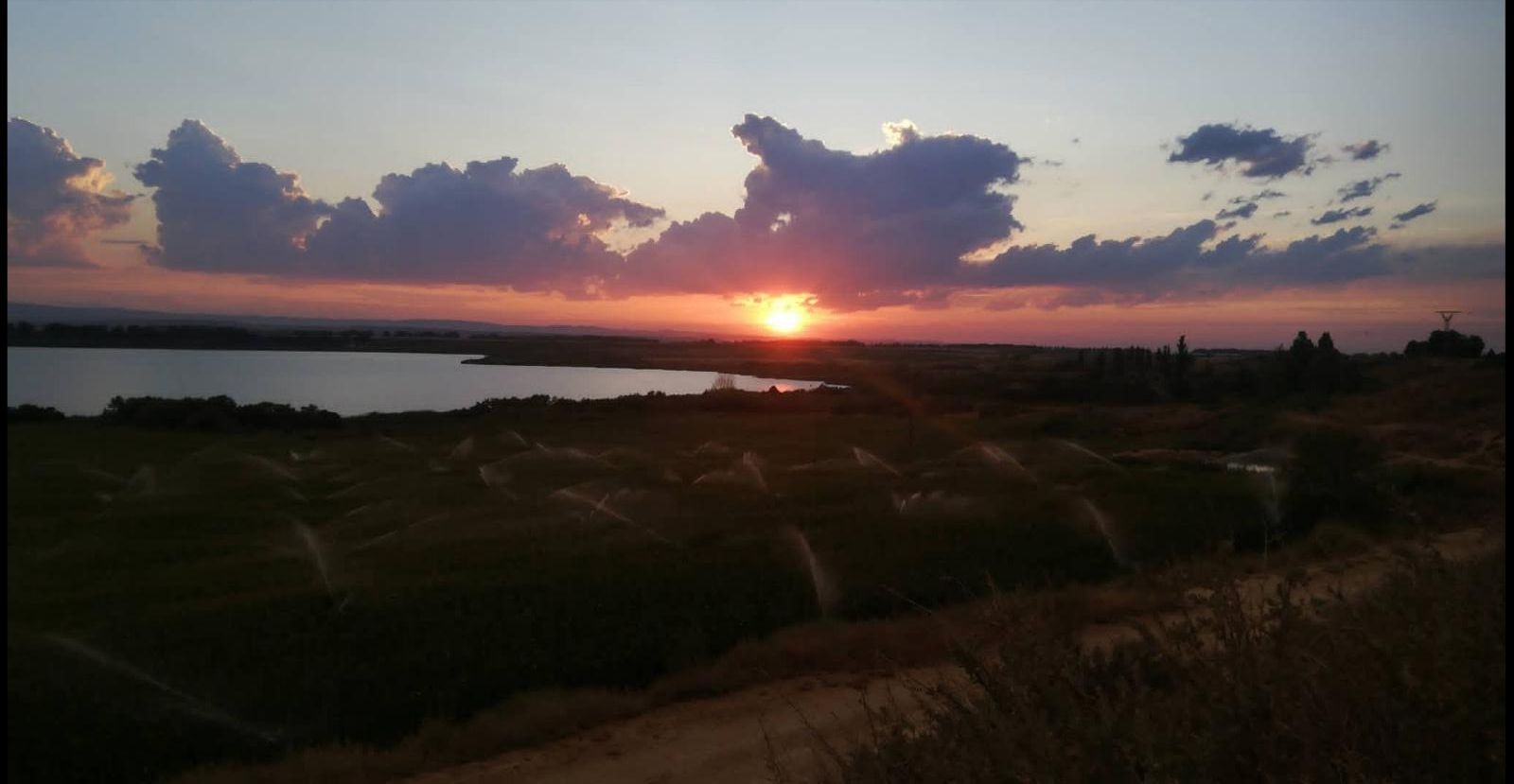
Atardecer en la Laguna de Sariñena. Tiene una extensión de 206 ha y una profundidad máxima de 2,35 m

#### Patrimonio natural
Aunque la laguna de Sariñena era una laguna salada endorreica, somera y de carácter temporal, la llegada del riego la ha convertido en un sumidero de riegos sobrantes, perdiendo el carácter salino. Con una superficie de 206 ha, actualmente es una de las diez lagunas más grandes de España.
Debido a sus aguas permanentes, la vegetación ha crecido a sus orillas y ha sido invadida por peces, habiéndose convertido en un punto de atracción para las aves acuáticas.
Su función como área de invernada, de descanso o de anidado de diferentes especies —junto con su carácter permanente—, confieren a esta laguna un papel destacado en el conjunto de los humedales españoles; en los últimos quince años se han observado más de 200 especies de aves. Declarada Refugio de Fauna Silvestre, es una de las lagunas que mejores condiciones ofrece para la observación de aves acuáticas en Aragón.

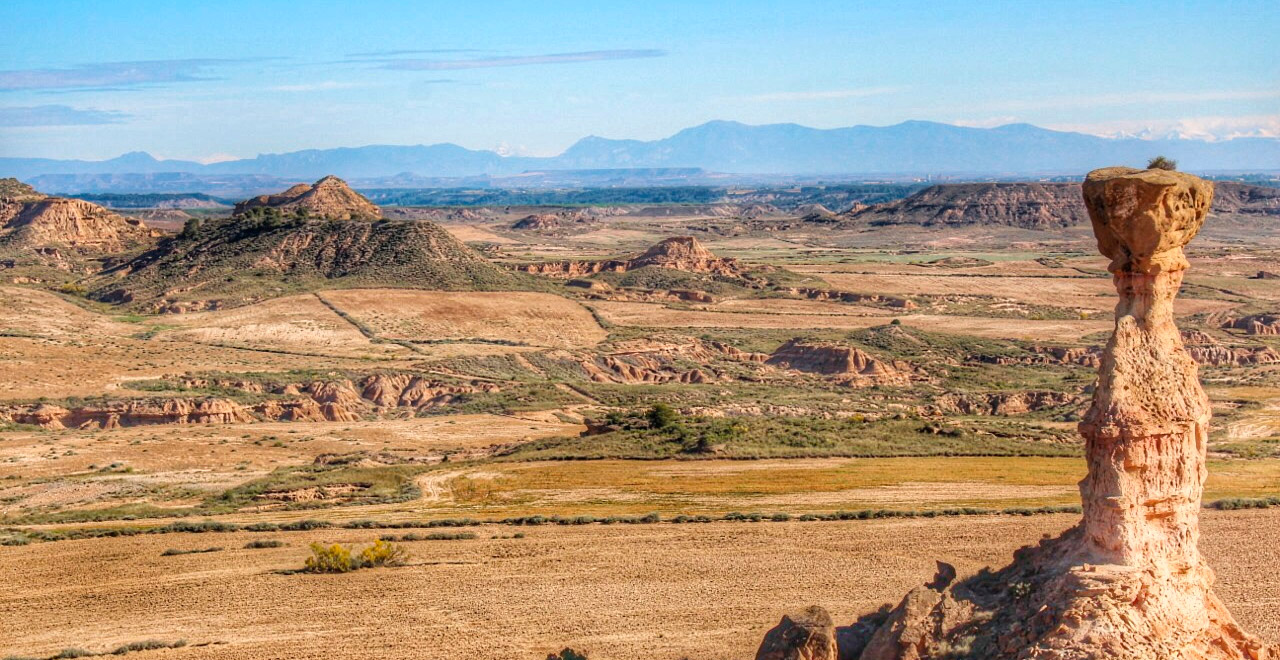
Desierto de Los Monegros con las nevadas cumbres de los Pirineos al fondo

Al sur del término municipal se encuentran los llamados "Torrollones" en la zona de Jubierre. "Amplio espacio en declive que supone la conexión entre la depresión de Sariñena, por donde circula el río Alcandre y la plataforma superior con una diferencia de altitud próxima a los 200 metros. La naturaleza deleznable de los materiales ha favorecido la instalación de una importante red de barrancos. La intensidad de la erosión ha dado lugar a todo tipo de relieves y formas resultantes, algunas muy singulares" Algunas de estas formas se les conoce como tozales, que durante el paso de los años, el viento, la lluvia y otros elementos han dado lugar a estas formaciones de arenisca tan peculiares. Los más significativos y accesibles mediante caminatas o famosas rutas de BTT son: el Tozal de la Cobeta, los Tozales de Los Pedregales, el Tozal de Colasico y el Tozal Solitario.

### Fiestas
- En las fiestas del 15 de mayo, en honor a San Isidro Labrador, los sariñenenses hacen carrozas con ramas de chopo y una estructura de cañas, que se construye en el remolque de un tractor, y se adornan con rosas. También se ponen en el remolque unos refranes escritos en cartulina. Cuando ya está hecha, se va con la carroza a la plaza de la iglesia. A continuación se hace una romería hasta la ermita de Santiago y allí un jurado vota las mejores carrozas y los mejores refranes, dando premios a los ganadores.
- Las fiestas mayores son del 1 al 5 de septiembre en honor al patrón San Antolín. Cabe destacar que el día 2 se lleva a cabo el dance de Sariñena, constituyendo una importante muestra de teatro popular-religioso. Este dance está declarado Fiesta de Interés Turístico de Aragón.[30]
- La feria industrial, agrícola y ganadera de Los Monegros («FEMOGA»), se celebra a mediados de septiembre.
- A mediados de noviembre tiene lugar «Avenatur», feria de la ornitología y la naturaleza.
- En el mes de abril, se celebra una maratón de bicicleta de montaña que recorre la comarca de Monegros.
- Se celebran numerosos festivales de música, entre los que destacan el SONNA en la Cartuja de Nuestra Señora de las Fuentes, el festival GOING NOWHERE, cerca de la sierra de Jubierre e inspirado en el festival americano Burning Man, y el más conocido: Monegros Desert Festival.

### Deporte
Sariñena es un pueblo cuna de deportistas de distinta índole y de una variedad de deportes. Entre ellos destacan Santiago Jaime Latre, o más recientemente, Javier Coscolla Paraled.
En lo referente a los deportes y equipos deportivos, en Sariñena hay una gran variedad. En el último año se han incrementado el número de eventos deportivos y una mayor apuesta por el deporte, fomentando principalmente el deporte femenino y de base.
Equipos y deportes
- Club Deportivo Sariñena: equipo de fútbol con más temporadas consecutivas en tercera división en España. Llegó a competir en 2ª División B en la temporada 13/14. Actualmente milita en 1ª regional aragonesa.
- CD Peñas Sariñena:  equipo de futbol en la localidad, referente en las categorías base y su apuesta por los jugadores de la localidad y comarca. Su equipo regional disputa sus partidos en primera regional de Aragón.
- Atlético Sariñena: equipo femenino de la localidad de fútbol sala. Juega sus partidos en segunda autonómica.
- Club Ciclista Sariñena: club de la localidad especializado en ciclismo MTB y de carretera. Vinculado a diversas pruebas que se organizan en el municipio de ciclismo, fundamentalmente de bicicleta de montaña, como la Orbea Monegros, la carrera de BTT más importante de Europa en el sector no profesional.
- Club Natación Sariñena: club especializado en actividades deportivas en medio acuático (competición, entrenamiento, cursillos, tecnificación...). En invierno hacen uso de la piscina municipal de Huesca. Tienen un área de Atletismo.
- Padel Sariñena
- CD Peñas Sariñena de Baloncesto: club de baloncesto actualmente desaparecido.
- Datchball Sariñena: equipo de datchball. Localidad pionera de la provincia de Huesca en contar con clubes en este deporte.

También se desarrollan diferentes pruebas deportivas en el municipio a lo largo del año, entre las que destacan: competiciones fútbol (femenino y de base), el triatlón infantil, la carrera nocturna 10K de Sariñena, carrera AECC, Orbea Monegros (maratón y medio maratón) y el triatlón sprint de San Juan del Flumen, que se ha vuelto a desarrollar seis años después dentro del Campeonato de Aragón.

## Localidades hermanadas
- Mézin (Francia)[31]